# Josep Albagés
Josep Albagés i Ventura (Vimbodí, 1877 - Barcelona, 1964) fue un maestro, pedagogo y esperantista catalán.

## Biografía
Estudió Magisterio en Barcelona. Obtuvo su primer destino como maestro en Pla de Cabra (hoy Pla de Santa Maria), pasando después por San Lorenzo Savall, Vich y Manresa, donde llegó en 1915. Fue nombrado habilitado de los partidos de Manresa y Berga. Su escuela era modélica y sobresalió por el avance de su sistema pedagógico (1915-1931).
El maestro Albagés participó activamente de la vida cultural manresana, políticamente estaba cercano a la Lliga Regionalista. Miembro de la Comisión de Cultura del Ayuntamiento; profesor de Lengua Catalana; delegado de la Asociación Protectora de l'Ensenyança Catalana; promotor de la famosa «Escuela de Verano»; presidente de los Amigos de la Cultura Popular, asociación de Maestros nacionales del partido de Manresa; presidente del Centro Excursionista de la Comarca de Bages (1931-1934); colaborador del Orfeó Manresà.
En 1934 se  marchó de Manresa para ir a dirigir el Grupo Escolar «Pi y Margall» de Barcelona, solicitado por el Patronato Escolar de Barcelona.
Fue represaliado tras la Guerra civil española. Una vez rehabilitado, fue director de un grupo escolar en Barcelona hasta el año 1948 que se jubiló.
Fue un destacado defensor del idioma internacional esperanto, que aprendió en 1907. Fue fundador y presidente de la entidad esperantista Bela Espero e introductor en Manresa de esa lengua, además de profesor del mismo y redactor de revistas pedagógicas. Fue premiado en los Juegos Florales Internacionales.